# Địa chất công trình

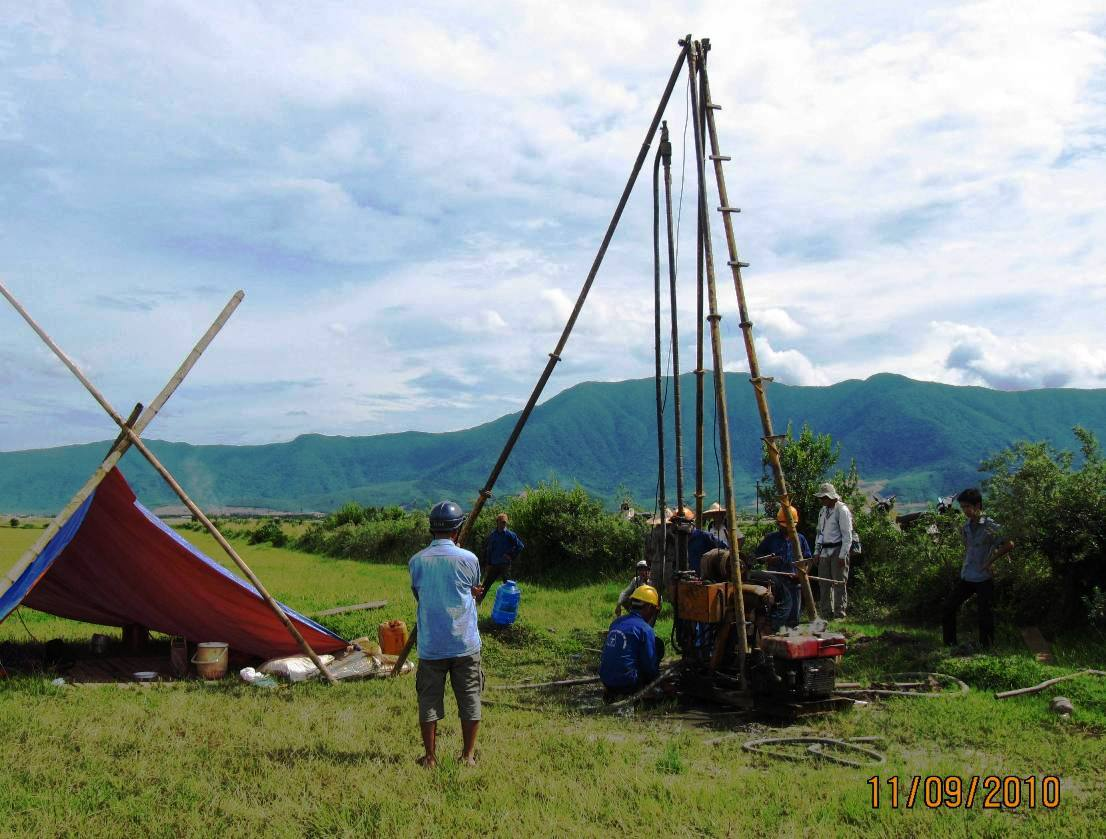
Khoan khảo sát địa chất công trình tại Vũng Áng, Hà Tĩnh.

Địa chất công trình là ngành học thuộc khoa học Trái Đất chuyên nghiên cứu thành phần, trạng thái, tính chất vật lý, tính chất cơ học của đất đá nhằm phục vụ cho công tác thiết kế xây dựng các công trình công nghiệp, dân dụng,...
Các hướng khoa học chính hiện nay của địa chất công trình gồm: Thạch luận công trình (thổ chất học), Địa chất động lực công trình, Địa chất công trình khu vực, Địa chất công trình chuyên môn.
Do quá trình chuyên môn hoá và phân dị, đang hình thành các hướng mới: Địa chất công trình cải tạo đất đá, Thí nghiệm địa chấn công trình (Seismic Test), Phương pháp Vi địa chấn (Microtremor),...
Địa chất công trình nghiên cứu một phạm vi rộng lớn các vấn đề địa chất và giải quyết những phát sinh khi thiết kế, xây dựng các loại công trình (thủy điện, cảng, sân bay, cầu đường, nhà dân dụng và công nghiệp, công trình ngầm,...), khi cải tạo lãnh thổ (tháo khô, chống trượt,...) cũng như khai thác các mỏ khoáng sản.